# Christopher Mintz-Plasse
Christopher Charles Mintz-Plasse (Los Angeles, 10 aprile 1989) è un attore statunitense.

## Biografia

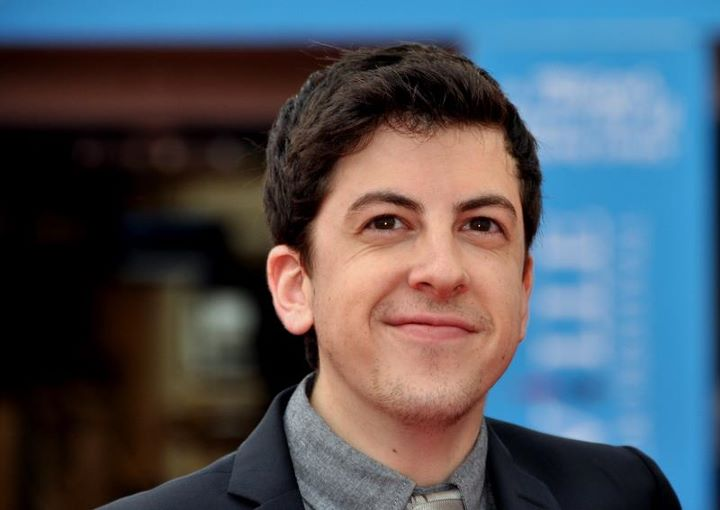
Christopher Mintz-Plasse nel 2011

Christopher nasce a Los Angeles, figlio di Ellen Mintz, un'insegnante scolastica, e di Ray Plasse, un postino. Mintz-Plasse è di religione ebraica. Ha frequentato la scuola El Camino Real High School. Nonostante sia nato a Los Angeles e sia cresciuto a West Hills, in California, è da sempre un fan dei Boston Celtics. Ha esordito nel 2007 in Su×bad - Tre menti sopra il pelo, nel ruolo di Fogell (alias McLovin). Non aveva mai avuto esperienze recitative, se non in spettacoli scolastici, prima di apparire nel film.
Nel 2008 ha partecipato al Jimmy Kimmel Live!. Christopher appare nel film di David Wain Role Models al fianco di Paul Rudd e Seann William Scott uscito in Italia nel maggio del 2008 e, successivamente, ha doppiato il personaggio di Gambedipesce nel film d'animazione Dragon Trainer, ruolo che ha poi ripreso nella serie televisiva ad esso ispirato. Nel 2010 interpreta Chris D'Amico (alias Red Mist) nel film Kick-Ass.
Nel 2011 recita in Fright Night - Il vampiro della porta accanto (remake di Ammazzavampiri del 1985) nel ruolo di Ed. Compare anche nel video di Kid Cudi Erase Me, con Kanye West, dove suona la batteria. Nel 2013 torna invece a interpretare il ruolo di Chris D'Amico nelle vesti di Motherfucker in Kick-Ass 2. Nel 2014 partecipa a Dragon Trainer 2, dove torna a doppiare Gambedipesce. Nel 2015 appare nel video musicale di Ready dei Kodaline e, nel 2016, doppia re Gristle Jr. nel film Trolls.

## Filmografia

### Attore

#### Cinema
- Su×bad - Tre menti sopra il pelo (Superbad), regia di Greg Mottola (2007)
- Role Models, regia di David Wain (2008)
- Anno uno (Year One), regia di Harold Ramis (2009)
- Kick-Ass, regia di Matthew Vaughn (2010)
- Fright Night - Il vampiro della porta accanto (Fright Night), regia di Craig Gillespie (2011)
- Voices (Pitch Perfect), regia di Jason Moore (2012)
- Far Cry 3 Real Experience regia di Biron Gypson (2012)
- The To Do List - L'estate prima del college (The To Do List), regia di Maggie Carey (2013)
- Comic Movie (Movie 43), registi vari (2013)
- Kick-Ass 2, regia di Jeff Wadlow (2013)
- Facciamola finita (This Is the End), regia di Evan Goldberg e Seth Rogen (2013)
- Cattivi vicini (Neighbors), regia di Nicholas Stoller (2014)
- Cattivi vicini 2 (Neighbors 2: Sorority Rising), regia di Nicholas Stoller (2016)
- Get a Job, regia di Dylan Kidd (2016)
- The Disaster Artist, regia di James Franco (2017)
- Una donna promettente (Promising Young Woman), regia di Emerald Fennell (2020)
- Honor Society, regia di David A. Goodman (2022)

#### Videoclip
- Erase Me - Kid Cudi (2010)
- Answer to Yourself - The Soft Pack (2010)
- So Good At Being In Trouble - Unknown Mortal Orchestra (2013)
- U Don't Know - Alison Wonderland (2015)
- Ready - Kodaline (2015)

### Doppiatore
- Dragon Trainer (How to Train Your Dragon), regia di Dean DeBlois e Chris Sanders (2010)
- La leggenda del drago Rubaossa (Legend of the Boneknapper Dragon), regia di John Puglisi – cortometraggio (2010)
- Sansone (Marmaduke), regia di Tom Dey (2010)
- Dragons - Il dono del drago (Dragons: Gift of the Night Fury), regia di Tom Owens – cortometraggio (2011)
- Il libro dei draghi (Book of Dragons), regia di Steve Hickner – cortometraggio (2011)
- Dragons (DreamWorks Dragons) – serie animata, 102 episodi (2012-2018)
- ParaNorman, regia di Sam Fell e Chris Butler (2012)
- Dragon Trainer 2 (How to Train Your Dragon 2), regia di Dean DeBlois (2014)
- Dragons - L'inizio delle corse dei draghi (Dawn of the Dragon Racers), regia di Elaine Bogan e John Sanford – cortometraggio (2014)
- Trolls, regia di Mike Mitchell e Walt Dohrn (2016)
- Trolls - Missione vacanze (Trolls Holiday), regia di Joel Crawford (2017) - cortometraggio
- Dragon Trainer - Il mondo nascosto (How to Train Your Dragon: The Hidden World), regia di Dean DeBlois (2019)
- Dragon Trainer - Rimpatriata (How to Train Your Dragon: Homecoming), regia di Tim Johnson – cortometraggio (2019)
- Trolls World Tour, regia di Walt Dohrn e David P. Smith (2020)
- Trolls 3 - Tutti insieme (Trolls Band Together), regia di Walt Dohrn e Tim Heitz (2023)

## Riconoscimenti
- MTV Movie Awards
  - 2008 – Candidatura alla Miglior performance rivelazione per Su×bad - Tre menti sopra il pelo

## Doppiatori italiani
Nelle versioni in italiano dei suoi film è stato doppiato da:
- Gabriele Patriarca in Kick-Ass, Comic Movie, Kick-Ass 2, Cattivi vicini, Cattivi vicini 2
- David Chevalier in Su×bad - Tre menti sopra il pelo, Anno uno
- Stefano De Filippis in Role Models
- Paolo Vivio in Fright Night - Il vampiro della porta accanto
- Davide Perino in Voices
- Mattia Ward in Una donna promettente
- Stefano Brusa in Honor Society

Da doppiatore è sostituito da:
- Gabriele Patriarca in Dragon Trainer, La leggenda del drago Rubaossa, Dragons - Il dono del drago, Il libro dei draghi, Dragons, Dragon Trainer 2, Dragons - L'inizio delle corse dei draghi, Trolls, Dragon Trainer - Il mondo nascosto, Dragon Trainer - Rimpatriata, Trolls 3 - Tutti insieme
- Emiliano Ragno in Sansone
- Alessio Nissolino in ParaNorman